# Berger
Berger je priimek v Sloveniji, ki ga je po podatkih Statističnega urada Republike Slovenije na dan 1. januarja 2010 uporabljalo 105 oseb in je med vsemi priimki po pogostosti uporabe uvrščen na 4.200. mesto.

## Znani slovenski nosilci priimka
- Aleš Berger (*1946), književnik, kritik, urednik in prevajalec
- Andrej Berger, arhitekt
- Jaka Berger, glasbenik: bobnar, tolkalec, skladatelj, improvizator
- Matjaž Berger (*1964), dramaturg in gledališki režiser, "inscenator"
- Miroslav Berger (*1946), državni sekretar na MDDSZ RS
- Nina Berger, pevka
- Sašo Berger (*1966), ekonomist, menedžer (preds. uprave Petrola)

## Znani tuji nosilci priimka
- Alfred Berger (1853—1912), avstrijski teolog
- Arthur Berger (1912—2003), ameriški skladatelj in glasbeni kritik
- Bela Berger (1931—2005), madžarsko-avstralski šahist
- Edward Berger (*1970), nemško-avstrijsko-švicarski filmski režiser
- Hans Berger (1873—1941), nemški psihiater
- Georges Berger (1918—1967), belgijski dirkač
- Gerhard Berger (*1959), avstrijski dirkač
- Helmut Berger (*1944), avstrijski igralec
- Hilda von Weyerwald Dermota (Berger) (1912—2013), avstrijska pianistka, žena Antona Dermote
- Henrik Berger (1872—1924), švedski pisatelj
- John Berger (1926—2017), angleški književnik
- Ludwig Berger (1892—1969), nemški režiser
- Nina Berger, slovenska pevka
- Patrik Berger (*1973), češki nogometaš
- Peter Berger (1929—2017), avstrijsko-ameriški sociolog
- Salamon Berger (1858—1934), zbiralec hrvaške kulturne dediščine
- Senta Berger (*1941), avstrijska igralka
- Thomas Berger (*1924), ameriški pisatelj
- Victor Louis Berger (1860—1929), ameriški publicist in politik
- William Berger (1928—1993), avstrijski igralec
- Johannes Berger, nemški (freisinški) škof (15. stoletje)
- Georges-Lazare Berger de Charancy, francoski rimskokatoliški škof (18. stol.)
- François Berger de Malissoles, francoski rimskokatoliški škof (18. stol.)